# Archimedes
Archimedes van Syracuse (Grieks: Ἀρχιμήδης ) (Syracuse, 287 v.Chr. – aldaar, 212 v.Chr.) was een Griekse wiskundige, natuurkundige, ingenieur, uitvinder en sterrenkundige.
Archimedes wordt algemeen beschouwd als de grootste wiskundige van de oudheid en een van de grootste wiskundigen aller tijden. Hij introduceerde de uitputtingsmethode voor het berekenen van de oppervlakte onder de boog van een parabool door sommatie van een oneindige reeks. Ook gaf hij een opmerkelijk nauwkeurige benadering van π. Hij definieerde ook de spiraal die zijn naam draagt, formules voor de inhoud van rotatievlakken om een as en een ingenieus systeem voor het uitdrukken van zeer grote aantallen.
In de oudheid was Archimedes veel beroemder vanwege zijn natuurwetenschappelijke en technische prestaties. Zo legde hij de fundamenten voor de hydrostatica, de statica en gaf hij een verklaring voor het principe van de hefboom. Hij wordt gezien als de ontwerper en constructeur van de naar hem vernoemde schroef van Archimedes (een voorloper van de vijzel). Ook zou hij zich bezig hebben gehouden met het ontwerp van innovatieve belegeringsmachines. Moderne experimenten hebben beweringen weerlegd dat Archimedes machines zou hebben ontworpen die in staat zouden zijn geweest om aanvallende schepen uit het water te tillen of deze schepen met behulp van een verzameling spiegels in brand te steken.
Archimedes werd aan het slot van de belegering van Syracuse gedood door een Romeinse soldaat. Naar men later beweerde gebeurde dit in strijd met een door de Romeinse legerleiding uitgevaardigd bevel om hem te sparen.

## Inleiding
Hoewel er weinig details over zijn leven bekend zijn, wordt hij beschouwd als een van de belangrijkste wetenschappers uit de klassieke oudheid. Tot zijn bijdragen aan de natuurkunde behoren de grondslagen van de hydrostatica, de statica en de verklaring voor het beginsel van de hefboom. Aan hem wordt het ontwerp van een aantal innovatieve machines toegeschreven. Voorbeelden daarvan zijn belegeringswapens en de naar hem genoemde schroef van Archimedes. Er zijn moderne experimenten uitgevoerd om de oorlogsmachines die aan Archimedes worden toegeschreven te toetsen, zoals om aanvallende schepen uit het water te tillen en om schepen in brand te steken met spiegels. De spiegelmethode is omstreden.
In de klassieke oudheid waren zijn wiskundige geschriften, anders dan zijn uitvindingen, slechts weinig bekend. Hij werd weliswaar gelezen en geciteerd door wiskundigen uit Alexandrië, maar de eerste uitgebreide compilatie door Isidorus van Milete, een van de bouwers van de Hagia Sophia, verscheen pas in 530 n.Chr, in de vroeg-Byzantijnse periode, toen het Grieks het Latijn in het Oost-Romeinse rijk aan het verdringen was. De commentaren door Eutocius van Ascalon in de zesde eeuw na Christus brachten de werken van Archimedes voor de eerste keer onder de aandacht van een breder publiek. De relatief weinige kopieën en fragmenten van Archimedes’ werken die de Middeleeuwen overleefden waren tijdens de Renaissance een invloedrijke bron voor geleerden. Ook 17e-eeuwse grondleggers van de wetenschappelijke revolutie, zoals Galileo Galileï en Isaac Newton werden door het werk van Archimedes geïnspireerd. De ontdekking in 1906 door Johann Heiberg van eerder onbekende werken van Archimedes in de Archimedes-palimpsest heeft nieuwe inzichten verschaft in hoe Archimedes zijn wiskundige resultaten verkreeg.

## Persoonlijke biografie

### Jeugd en afkomst
Archimedes werd rond 287 v.Chr. geboren in de Siciliaanse havenstad Syracuse. Syracuse was op dat moment een zelfbesturende kolonie, die deel uitmaakte van Magna Graecia. Zijn geboortedatum is gebaseerd op een bewering van de Byzantijnse historicus Johannes Tzetzes, dat Archimedes 75 jaar oud werd. In De zandrekenaar geeft Archimedes de naam van zijn vader als Phidias, een astronoom over wie verder niets bekend is. Plutarchus schreef in zijn Parallelle Levens dat Archimedes gerelateerd was aan koning Hiëro II, de heerser van Syracuse.

### Studie in Alexandrië
Zoals vele anderen in zijn tijd die kennis zochten werd hij aangetrokken door de roem van de wetenschappers in Alexandrië. Dit was de kosmopolitische hoofdstad van Egypte en tevens de voornaamste hellenistische 'universiteitsstad' met zijn befaamde bibliotheek. Archimedes ging er onder andere wiskunde studeren bij de leerlingen van Euclides zoals Conon van Samos en Eratosthenes van Cyrene. Waarschijnlijk heeft hij hier het principe van zijn waterschroef ontdekt of, als het al bestond, verder geperfectioneerd. Deze wordt nog steeds in Egypte gebruikt om de akkers te bevloeien.

### Onderzoek in Syracuse

Archimedes heeft mogelijk zijn wet gebruikt om vast te stellen of de dichtheid van de gouden kroon van Hiëro II minder was dan zuiver goud en dus andere stoffen bevatte.

Methode om een schip met spiegels in brand te steken, vaak ten onrechte toegeschreven aan Archimedes.

Voor de meeste tijdgenoten was Archimedes echter voornamelijk de uitvinder van allerhande oorlogsmachines, apparaten, hijskranen en katrollen.
Na zijn studie keerde hij naar Syracuse terug en legde zich toe op alle onderdelen van de wiskunde en de fysica, van de zuivere wiskunde tot de praktische mechanica. Volgens de overlevering is Archimedes de rest van zijn leven nooit meer naar Alexandrië gereisd maar hij onderhield wel een levendige schriftelijke correspondentie met de geleerden en filosofen die er werkten. De resultaten van zijn onderzoeken beschreef Archimedes in een reeks monografieën, die opvallen door helderheid en oorspronkelijkheid. Tien van deze monografieën zijn bewaard gebleven.

### Eureka!
De ontdekking van de naar hem genoemde wet van Archimedes (zie boven) stelde hem in staat te bewijzen dat een gouden kroon van Hiëro II door de edelsmid was vervalst door toevoeging van zilver. Een anekdote vertelt dat hij, toen hij het theoretische bewijs had gevonden toen hij in bad zat, enthousiast uit bad sprong en naakt de straat op liep en schreeuwde: "Eureka, eureka!" (Grieks: "εύρηκα!" = "Ik heb (het) gevonden!")

### Wapengeleerde
In de Eerste Punische Oorlog koos Syracuse de zijde van de Romeinen. Toen echter Hiëro II overleed, koos zijn opvolger bij de Tweede Punische Oorlog, toen de Romeinen aanvankelijk aan de verliezende hand schenen te zijn, de zijde van Carthago, waarop Syracuse prompt door een Romeins leger onder leiding van Marcus Claudius Marcellus I werd belegerd. Archimedes vervaardigde verschillende oorlogsmachines om de belegeraars buiten de deur te houden en wist zo een hele tijd de stad onneembaar te houden maar ten slotte werd de stad in 212 v.Chr. toch door de Romeinen ingenomen.

### Dood
Bij de inname van Syracuse werd Archimedes door een Romeinse soldaat gedood, hoewel bevelvoerder Marcus Marcellus het bevel had gegeven om hem te sparen. Volgens de oudste verslagen, zoals die van Livius en Plutarchus, was Archimedes verdiept in een wiskundig probleem toen de stad werd ingenomen. Plutarchus noemt drie versies van zijn dood: in de eerste versie weigerde Archimedes mee te gaan naar Marcellus totdat hij zijn probleem had opgelost, en werd hij in woede gedood door een soldaat. In een andere versie vroeg Archimedes de soldaat om even te wachten zodat hij zijn werk niet onafgemaakt zou achterlaten. De derde versie vertelt dat Archimedes op weg naar Marcellus werd gedood, omdat soldaten de wiskundige instrumenten die hij bij zich droeg aanzagen voor goud.
Geen van de oudste bronnen noemt de beroemde laatste woorden 'Verstoor mijn cirkels niet' (Latijn: Noli turbare circulos meos), die vaak aan Archimedes worden toegeschreven. Een variant op deze woorden komt pas voor in latere bronnen, zoals bij Valerius Maximus, die Archimedes doet zeggen: 'Ik smeek je, verstoor dit niet.' (Noli obsecro istum disturbare.)
Archimedes' dood werd betreurd door Marcellus, die een groot bewonderaar was van de bij zijn leven al beroemde Griekse geleerde. Hij had opdracht gegeven Archimedes levend gevangen te nemen om hem mee te nemen naar Rome. In plaats van Archimedes naar Rome te sturen werden nu alleen zijn geschriften en de in zijn opdracht vervaardigde natuurkundige modellen verzameld – waaronder het oudst bekende planetarium – en naar Rome gestuurd. Volgens verscheidene berichten van kroniekschrijvers waren deze daar nog lang te bezichtigen.

### Graf
Archimedes’ lichaam werd begraven op de grote begraafplaats van Syracuse en nog eeuwen later werd zijn graf aan toeristen getoond. Zo is een verslag bekend van Cicero die op zoek was naar het graf toen hij Quaestor van Sicilië was. Op het graf stond een bol in een cilinder. Volgens Archimedes was zijn belangrijkste ontdekking de verhouding tussen het volume van de bol en de cilinder.

### Ongepubliceerde ontdekkingen
Na Archimedes’ dood bleek overigens dat hij vaak had nagelaten de principes van zijn uitvindingen in geschriften vast te leggen. Dit geeft aan dat Archimedes meer geïnteresseerd was in ontdekkingen doen dan in eigen roem. Hij beschouwde zijn werk waarschijnlijk alleen als een aangenaam tijdverdrijf of als 'hobby', vooral zijn praktische werkzaamheden. In de Oudheid stond namelijk het praktische handwerk van de ambachtsman of 'ingenieur' of 'technicus' in laag aanzien en een 'heer van stand' hield zich daar verre van.

## Wetenschappelijke biografie

### Wiskunde
- Een goede benadering van π (pi) ({\displaystyle {\frac {223}{71}}<\pi <{\frac {22}{7}}}).
- Bepaling van oppervlakten en volumes van diverse meetkundige figuren, zoals bol en cilinder (zie bespreking bij Geschriften). Hiervoor gebruikte hij de uitputtingstechniek, een voorloper van de integraalrekening. Deze techniek zou uitgevonden zijn door Eudoxus van Cnidus, maar Archimedes behaalde de beste resultaten.
- Axioma van Archimedes:
  - Als {\displaystyle a<b}, dan bestaat er een natuurlijk getal n zodat {\displaystyle na>b}
- Het zandgetal, een methode om zeer grote getallen te noteren, tevoren onmogelijk. Hiermee schatte hij de grootte van het heelal op 1063 zandkorrels.
- Tweelingcirkels van Archimedes
- de Archimedische cirkel
- de Archimedes-spiraal
- het getal van de ossen

### Natuurkunde

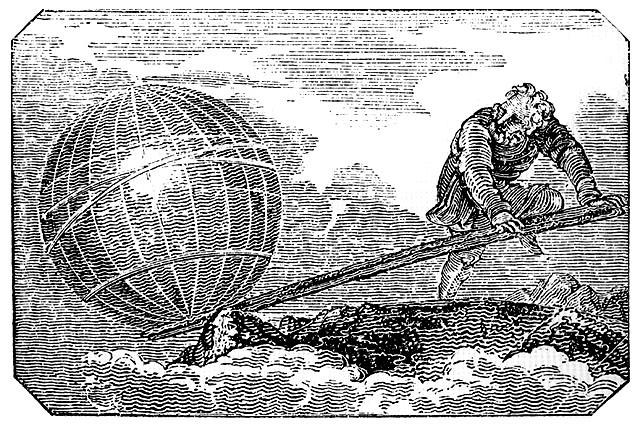
Archimedes zou gezegd hebben met betrekking tot de hefboom: Geef me een plaats om te staan en ik breng de aarde in beweging.

- De verklaring voor de werking van de hefboom: arm × gewicht = constant aan beide zijden van het draaipunt. Een beroemd citaat van Archimedes luidt:

Geef mij een plaats om te staan en ik beweeg de aarde (δος μοι που στω και κινω την γην, dos moi pou sto kai kino tèn gèn).
- Wet van Archimedes:
  - Een geheel of gedeeltelijk in een vloeistof gedompeld lichaam ondervindt een opwaartse kracht die gelijk is aan het gewicht van de verplaatste vloeistof.

### Techniek
- De schroef van Archimedes is een uitvinding waarmee vloeistoffen, slurries of poeders kunnen worden getransporteerd. In een buis is een spiraalvormige schroef vast aan de buis gemonteerd. Zowel de buis als de schroef draaien dus rond. De verplaatsing is het gevolg van de draaiende beweging van de spiraalvormige schroef binnenin de buis. Het transport gebeurt meestal opwaarts, maar ook toepassingen voor horizontaal transport bestaan.
- Zonnespiegel: een methode om met spiegels schepen op afstand in brand te steken. Sinds René Descartes wordt de praktische mogelijkheid hiervan soms betwijfeld, soms bevestigd. Het schijnt een mythe te zijn uit de Byzantijnse tijd.[6]
- De verbetering van de katapult, belegeringsgeschut, met name op het gebied van kracht en nauwkeurigheid.
- De klauw van Archimedes, een soort hijskraan als wapen tegen schepen. De schepen werden hierbij deels uit het water getild, waardoor ze kapseisden.
- Bouw van een schip van 130 meter, dat Archimedes eigenhandig te water zou hebben gelaten via een systeem van tandraderen en katrollen.
- Mogelijk is het Mechanisme van Antikythera ook van zijn hand, maar hieraan wordt getwijfeld.

## Geschriften

Animatie van de schroef van Archimedes

De werken van Archimedes werden geschreven in Dorisch Grieks, het dialect van het antieke Syracuse. Het geschreven werk van Archimedes is in veel mindere mate bewaard gebleven dan dat van Euclides van Alexandrië. Zeven van zijn verhandelingen zijn alleen bekend omdat andere auteurs er naar verwijzen. Pappos van Alexandrië noemt Over het maken van een cirkel en een ander werk over veelvlakken, terwijl Theon van Alexandrië een opmerking over lichtbreking citeert uit de nu verloren gegane Catoptrica. Tijdens zijn leven stond Archimedes in correspondentie met de cirkel van wiskundigen in Alexandrië. Via dit kanaal maakte hij ook zijn werk bekend.
De geschriften van Archimedes werden in het begin van de 6e eeuw door de Byzantijnse architect Isidorus van Milete (ca. 530 n.Chr.) verzameld. In dezelfde tijd maakten commentaren op het werk van Archimedes door Eutocius zijn werk bij een breder publiek bekend. Archimedes' werk werd in de 9e eeuw door Thabit ibn Qurra (836-901) in het Arabisch en in de 12e eeuw door Gerard van Cremona (ca. 1114 tot 1187) in het Latijn vertaald.
Tijdens de Renaissance publiceerde Johann Herwagen in 1544 in Bazel de Editio Princeps (eerste editie) met de werken van Archimedes in zowel het Grieks als het Latijn. Rond het jaar 1586 bedacht Galileo Galilei een hydrostatische balans voor het wegen van metalen in lucht en water. Hij was blijkbaar geïnspireerd door het werk van Archimedes.

### Overlevende werken

Archimēdous Panta sōzomena, 1615

- Over het evenwicht van vlakken (twee delen)
- Over het meten van een cirkel

Dit is een kort werk, dat uit drie proposities bestaat. Het is in de vorm van een briefwisseling met Dositheus van Pelusium geschreven. Dositheus was een leerling van Conon van Samos. In de tweede proposition laat Archimedes zien dat de waarde van π (pi) groter is dan 223/71 en kleiner is dan 22/7. De laatste fractie werd gedurende de Middeleeuwen als een benadering van π gebruikt en wordt ook vandaag de dag nog gebruikt wanneer er slechts een ruwe schatting is vereist.
- Over spiralen

Dit werk van 28 proposities is eveneens aan Dositheus gericht. De verhandeling definieert wat nu de Archimedes-spiraal wordt genoemd. Het is de meetkundige plaats van punten die overeenkomen met de positie in de tijd van een punt dat zich met een constante snelheid van een vast punt af beweegt langs een lijn die met een constante hoeksnelheid roteert. Op gelijkwaardige wijze kan dit in poolcoördinaten (r, θ) worden uitgedrukt door de vergelijking
{\displaystyle \,r=a+b\theta }
waar a en b reële getallen zijn. Dit is een vroeg voorbeeld van een door een Griekse wiskundige beschouwde mechanische kromme (een kromme die wordt afgelegd door een bewegend punt).
- Bol en cilinder (twee delen)

In deze verhandeling, die Archimedes opdroeg aan ene Dositheus, behaalde hij het bewijs waar hij het trotst op was, namelijk de verhouding tussen bol en omgeschreven cilinder met dezelfde hoogte en diameter. De inhoud van de bol is 4/3 π r³, die van de cilinder π r² h (moderne notatie). De oppervlakte van de bol is 4π r² en van de cilinder 2π r²+2π r h. Archimedes bewees dat de bol twee derde van de inhoud en twee derde van het oppervlak van de cilinder vertegenwoordigt. Op zijn verzoek toonde zijn graftombe het bewijs in reliëf.
- Over conoïden en spheroïden

Dit is een werk in 32 stellingen gericht aan Dositheus. In deze verhandeling berekent Archimedes de oppervlakten en volumes van doorsnedes van kegelsnedes, sferen en parabolen.
- Over drijvende lichamen (2 delen)

In het eerste deel van deze verhandeling legt Archimedes de evenwichtswet van vloeistoffen uit. Hij bewijst dat water een sferische vorm aanneemt rond een zwaartepunt. Dit is mogelijk een poging om de theorie van Griekse astronomen, zoals Eratosthenes, dat de aarde rond is, uit te leggen. De door Archimedes beschreven vloeistoffen oefenen geen zwaartekracht op elkaar uit, aangezien hij het bestaan van een punt veronderstelt waar alle dingen naartoe vallen om zo de bolvorm van de vloeistof af te leiden.
In het tweede deel berekent hij de evenwichtsposities van doorsnedes van paraboloïden. Dit was waarschijnlijk een idealisering van de vorm van een scheepsromp. Sommige van zijn doorsnedes drijven met de kiel onder water en de top boven water, vergelijkbaar met de manier, waarop ijsbergen drijven. Archimedes’ principe van drijfvermogen (wet van Archimedes) wordt in dit werk als volgt beschreven:
Elk lichaam dat geheel of gedeeltelijk is ondergedompeld in een vloeistof ervaart een opwaartse kracht die gelijk is aan, maar tegengesteld aan, het gewicht van de verplaatste vloeistof.
- De kwadratuur van de parabool

In dit werk van 24 stellingen gericht aan Dositheus, bewijst Archimedes met behulp van twee methodes dat het oppervlak van het gebied dat omsloten wordt door een parabool en een rechte lijn gelijk is aan 4/3 vermenigvuldigd met de oppervlakte van een driehoek met gelijke basis en hoogte. Archimedes slaagt hierin door de waarde van de meetkundige reeks te berekenen.
{\displaystyle \sum _{n=0}^{\infty }4^{-n}=1+4^{-1}+4^{-2}+4^{-3}+\cdots ={4 \over 3}.\;}
- Stomachion (Griekse puzzel)Stomachion is een puzzel uit het Palimpsest van Archimedes.

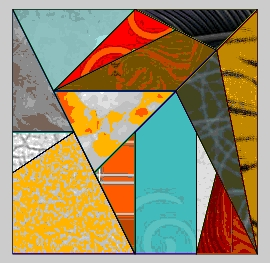
Stomachion is een puzzel uit het Palimpsest van Archimedes.

- Het rundvee-probleem van Archimedes

Dit werk werd in 1773 in de Hertog August bibliotheek in Wolfenbüttel ontdekt door Gotthold Ephraim Lessing in een Grieks manuscript dat uit een gedicht van 44 regels bestond. Het werk is gericht aan Eratosthenes en de wiskundigen in Alexandrië. Archimedes daagde hen uit om het aantal runderen in de "kudde van de zonnegod" te tellen door een aantal simultane diofantische vergelijkingen op te lossen. Er bestaat een moeilijkere versie van het probleem, waar men van sommige antwoorden op deze vraag vereist dat ze kwadraten zijn. Deze versie van het probleem werd in 1880 het eerst opgelost door A. Amthor. Het antwoord is een zeer groot getal, bij benadering 7,760271 × 10206544.
- De zandrekenaar

In deze verhandeling probeert Archimedes het aantal zandkorrels te tellen dat binnen het universum past. Dit boek gaat uit van de heliocentrische theorie van het zonnestelsel, zoals deze door Aristarchus van Samos werd voorgesteld, alsook van contemporaine ideeën over de grootte van de Aarde en de afstand tussen de verschillende hemellichamen. Door gebruik te maken van een getallensysteem dat gebaseerd is op machten van de myriade, komt Archimedes tot de conclusie dat het aantal zandkorrels nodig om het heelal te vullen gelijk is aan 8 × 1063 in moderne getalnotatie. De inleidende brief vermeldt dat Archimedes’ vader een sterrenkundige was die Phidias heette. De zandrekenaar of Psammites is het enige overgeleverde werk, waarin Archimedes zijn ideeën over de sterrenkunde bespreekt.
- De methode van mechanische stellingen

Deze verhandeling werd tot de herontdekking in 1906 van de Archimedes-palimpsest als verloren beschouwd. In dit werk maakt Archimedes gebruik van een eigen methode om met infinitesimalen te rekenen en laat hij zien hoe het opdelen van een figuur in een infinitesimaal aantal oneindig kleine delen gebruikt kan worden om een oppervlakte of het volume te bepalen. Mogelijk was Archimedes van mening dat deze methode niet precies genoeg was en maakte hij daarom, om zijn resultaten af te leiden, ook gebruik van de uitputtingsmethode. Net zoals in Het rundveeprobleem is De methode van mechanische stellingen geschreven in de vorm van een brief aan Eratosthenes in Alexandrië.

## Overlevering van zijn werken
De kennis over de werken van Archimedes was ondanks de legenden die over hem verteld werden in de oudheid niet zeer verbreid, dit in tegenstelling tot Euclides, die zijn werken in het toenmalige wetenschappelijke centrum, Alexandrië vervaardigde. Door de wiskundigen Heron, Pappos en Theon van Alexandrië wordt Archimedes echter vaak genoemd. Zijn werken werden tussen de 6e en de 10e eeuw in Byzantium systematisch verzameld en becommentarieerd. Bekend is het commentaar van Eutocius van Ascalon (die zo rond het jaar 500 leefde) over de belangrijkste werken van Archimedes (Over de sfeer en de cilinder, Over de meting van een cirkel, Over het evenwicht van vlakken), een werk dat in de Middeleeuwen in West- en Zuid-Europa veel heeft bijgedragen aan de kennis over de werken van Archimedes en dat aanspoorde tot verdere studie.
Bij de eerste samenstelling van een verzameling teksten in Byzantium speelden in het midden van de zesde eeuw de architecten van de Hagia Sophia Isidorus van Milete en Anthemios van Tralles een belangrijke rol. Later werden meer werken toegevoegd tot in de 9e eeuw, Leo de Wiskundige de als Codex A (Heiberg) bekende verzameling van bijna alle overgeleverde geschriften van Archimedisch uitbracht (de vier ontbrekende uitzonderingen waren de Stomachion, het rundvee-probleem, De methode van mechanische stellingen en Over drijvende lichamen), Codex A was een van de twee bronnen voor de in 1269 voltooide Latijnse vertaling door de Vlaamse geleerde Willem van Moerbeke. Het andere Griekse manuscript dat van Moerbeke ter beschikking stond, bevatte Over het evenwicht van vlakken, De kwadratuur van de parabool, Over drijvende lichamen en misschien ook Over spiralen. Dit werk werd door Heiberg Codex B genoemd.
Het in 1906 door Heiberg ontdekte Archimedes-palimpsest (Codex C, die eerder in Jeruzalem was, bevat De methode van mechanische stellingen, Stomachion en Over drijvende lichamen) was de vertalers in de Middeleeuwen en de Renaissance onbekend. De codices A en B kwamen via de Normandische koningen van Sicilië in het Vaticaan terecht, waar Willem van Moerbeke zij voor zijn vertaling gebruikte. Terwijl Moerbekes vertalingsmanuscript in het Vaticaan bewaard is gebleven, is codex B verloren gegaan. Van Codex A zijn echter meerdere afschriften bewaard gebleven (er zijn er negen bekend), die bijvoorbeeld in het bezit waren van kardinaal Bessarion (nu in de Biblioteca Marciana) en Giorgio Valla. Het origineel van Codex A is in het midden van de 16e eeuw verloren geraakt.
De vertaling van Willem van Moerbeke van de werken van Archimedes in het Latijn had vooral veel invloed op geleerden uit de school van Parijs zoals Nicolaas van Oresme en Johannes de Muris.
Er bestaat ook een Arabische tekstuele traditie. Archimedes belangrijkste werken Over bol en cilinder en Over de cirkelmeting waren al in de 9e eeuw in het Arabisch vertaald en werden minstens tot in de 13e eeuw steeds opnieuw uitgegeven. Vanaf de 12e eeuw hadden deze werken ook invloed in het Westen. In het bijzonder een vertaling van Over de cirkelmeting uit het Arabisch in het Latijn, waarschijnlijk van de hand van Gerard van Cremona (12e eeuw), was in de Middeleeuwen invloedrijk. Van hem stamt ook een Latijnse vertaling van een traktaat van de Banū Mūsā broers, die meer resultaten van Archimedes bevatte: naast de meting van de cirkel en de stelling van Heron (die door de Arabieren vaak werd toegeschreven aan Archimedes) ook delen van Over bol en cilinder. Dit als Verba Filiorum bekendstaande manuscript had bijvoorbeeld invloed op Leonardo Fibonacci en Jordanus Nemorarius. Deze beide wiskundigen leefden ruim een halve eeuw voordat Moerbekes vertaling in 1269 tot stand kwam.
Rond 1460 gaf paus Nicolaas V Jacob van Cremona de opdracht om op basis van Codex A een nieuwe vertaling in het Latijn te vervaardigen. Deze vertaling bevatte ook een aantal nog niet door Moerbeke vertaalde delen van het werk van Archimedes (De zandrekenaar en het commentaar van Eutocius op Over de cirkelmeting). Aangezien codex B niet meer beschikbaar was, ontbrak Over drijvende lichamen. Deze vertaling van Jacob van Cremona werd onder andere door Nicolaas van Cusa gebruikt.
De eerste gedrukte uitgave (afgezien van de uittreksels, die Giorgio Valla in 1501 liet drukken) waren de Latijnse vertalingen die Luca Gaurico in 1503 in Venetië vervaardigde van Over het meten van de cirkel en Over de kwadratuur van de parabool (naar een manuscript uit Madrid). Deze vertaling werd in 1543 door Niccolò Tartaglia opnieuw uitgebracht, nu gecombineerd met Moerbekes vertalingen van Over het evenwicht van een vlak en Over drijvende lichamen.
De eerste editie van de Griekse tekst verscheen in 1544 in Bazel (uitgegeven door Thomas Venatorius) samen met een Latijnse vertaling van Jacob van Cremona (gecorrigeerd door Regiomontanus). Deze uitgave bevatte ook de commentaren door Eutocius. Voor de Latijnse tekst gebruikte Venatorius een rond 1468 door Regiomontanus naar Duitsland gebracht afschrift van de vertaling van Jacob van Cremona (bewerkt door Regiomontanus). Voor de Griekse tekst gebruikte hij een afschrift dat door Willibald Pirckheimer uit Rome naar Neurenberg was gebracht. Dit was een afschrift van Codex A, om welke reden in deze Editio Princeps-uitgave dan ook Over drijvende lichamen ontbreekt. In 1558 verscheen in Venetië een Latijnse vertaling van een aantal belangrijke hoofdwerken door Federicus Commandinus. Andere belangrijke uitgaven voor de Heiberg-editie waren die van D'Rivault (Parijs 1615), die alleen de stellingen in het Grieks brengt en de bewijzen in het Latijn, en die van Giuseppe Torelli (Oxford 1794).

### Archimedespalimpsest
Het belangrijkste document dat werk van Archimedes bevat is de zogenaamde palimpsest van Archimedes, dat in 1906 in Constantinopel (het huidige Istanboel) door de Deense filoloog Johan Ludvig Heiberg werd ontdekt. De Archimedespalimpsest is een 174-pagina's tellend perkament van geitenvel, waarop gebeden uit de 13e eeuw staan geschreven. Hij ontdekte dat het een palimpsest was, een document met tekst, die op een gewist ouder werk was geschreven. Palimpsesten werden gemaakt door de inkt van bestaande werken af te schrapen om deze opnieuw te kunnen gebruiken. Dit was in de Middeleeuwen een gangbare praktijk aangezien vellum erg duur was. De oudere, afgeschraapte werken in het palimpsest werden door geleerden geïdentificeerd als 10e-eeuwse kopieën van voorheen onbekende verhandelingen van Archimedes. Het perkament bevond zich honderden jaren in een kloosterbibliotheek in Constantinopel. Na de ontdekking in 1906 raakte het in de jaren 1920 in particulier bezit. Op 29 oktober 1998 werd het Archimedes-palimpsest op een veiling in New York door een anonieme koper voor $ 2 miljoen gekocht. De palimpsest bevat zeven verhandelingen, waaronder het enige overgebleven exemplaar van Over drijvende lichamen in het oorspronkelijke Grieks. Het is de enige bekende bron van De methode van mechanische stellingen, waar in de Suidas naar wordt verwezen en waarvan men dacht dat deze voor altijd verloren was gegaan. Het eerste deel van de Stomachion werd ook in de palimpsest ontdekt. Het bevat een meer volledige analyse van de puzzel dan men in eerdere teksten had aangetroffen. De palimpsest wordt nu bewaard in het Walters Art Museum in Baltimore, Maryland, waar het wordt onderworpen aan een scala van moderne testen, waaronder zowel het gebruik van ultraviolet licht als röntgenstraling om de overschreven teksten te kunnen ontcijferen.
De zeven verhandelingen in de Archimedespalimpsest zijn: Over het evenwicht van vlakken, Over spiralen, Over de meting van een cirkel, Over de sfeer en de cilinder, Over drijvende lichamen, De methode van mechanische stellingen en als laatste de Stomachion.

## Naar hem genoemd

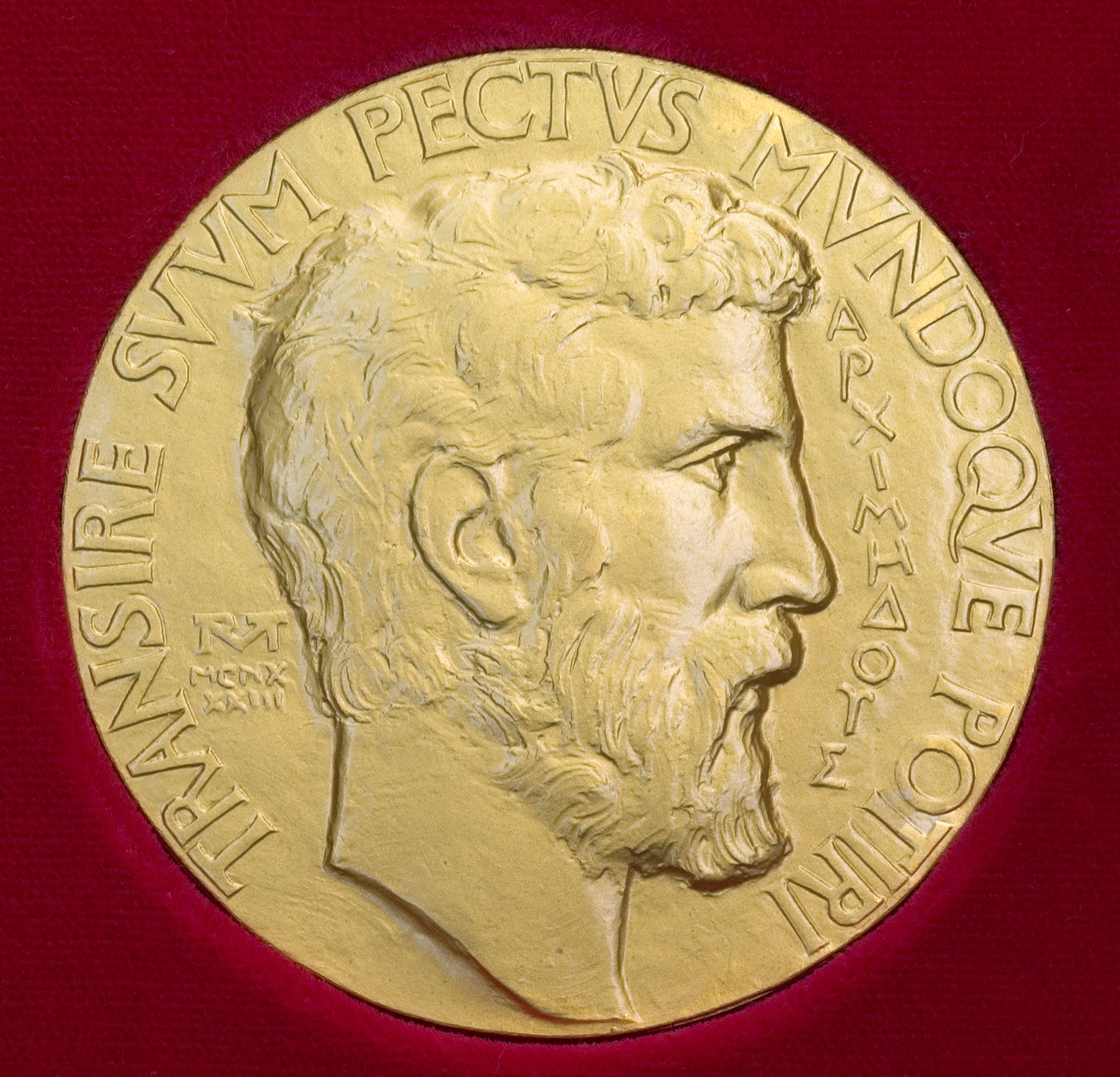
Kop van Fields Medal.

- een inslagkrater op de Maan (29,7° N, 4,0° W)
- een bergketen op de Maan, Montes Archimedes (25,3° N, 4,6° W).

### Fields medal
De Fields Medal, ook wel de Nobelprijs van de wiskunde genoemd, toont een gefantaseerd portret van Archimedes, met zijn bewijs van bol en cilinder. De inscriptie rond zijn hoofd is een citaat dat aan hem wordt toegeschreven. Het luidt in het Latijn: Transire suum pectus mundoque potiri oftewel: "Stijg boven jezelf uit en beheers de wereld".

### Voetnoten
1. Er zijn geen tijdens zijn leven gemaakte uiterlijke beschrijvingen, schilderingen of beelden van Archimedes bekend en daarom zijn latere portretten en beelden van hem gebaseerd op de fantasie van de kunstenaar.
2. ↑  Er zijn geen tijdens zijn leven gemaakte uiterlijke beschrijvingen, schilderingen of beelden van Archimedes bekend en daarom zijn latere portretten en beelden van hem gebaseerd op de fantasie van de kunstenaar.
3. ↑  Calinger, Ronald, A Contextual History of Mathematics (1999), Prentice-Hall, ISBN 0-02-318285-7, blz. 150, Shortly after Euclid, compiler of the definitive textbook, came Archimedes of Syracuse (ca. 287-212 v.Chr.), de origineelste en meest diepgaande wiskundige uit de oudheid.
4. ↑  O'Connor, J.J. and Robertson, E.F., MacTutor, Archimedes van Syracuse, januari 1999. Gearchiveerd op 28 oktober 2019.
5. ↑  O'Connor, J.J. and Robertson, E.F., A history of calculus, University of St Andrews|, februari, 1996, The rise of calculus
6. 1 2  Jona Lendering: Spijkers op laag water. Vijftig misverstanden over de Oudheid (2009)
7. ↑  M Lahanas. Archimedes and his Burning Mirrors.
8. ↑  Bursill-Hall, Piers, Galileo, Archimedes, and Renaissance engineers, Sciencelive met de Universiteit van Cambridge
9. ↑  Archimedes - The Palimpsest, Walters Art Museum, zie hier
10. ↑  Heath, T.L., Works of Archimedes, 1897.
11. ↑  Plutarchus, Marcellus 14.7.
12. ↑  Jona Lendering weerlegt het verhaal van Archimedes' brandspiegels. zie hier. Gearchiveerd op 15 februari 2019.
13. 1 2  (en)  Dijksterhuis, Eduard Jan (1987). Archimedes. Princeton University Press, Princeton, N.J, p. 30-32. ISBN 978-0-691-08421-3.
14. ↑  Geciteerd door Pappos van Alexandrië (Synagoge VIII 19). Gearchiveerd op 4 maart 2016.
15. ↑  Encyclopedia of ancient Greece door Wilson, Nigel Guy, blz. 77 ISBN 0-7945-0225-3 (2006). Gearchiveerd op 10 oktober 2021.
16. ↑  Editions of Archimedes' Work. Brown University Library. Gearchiveerd op 8 augustus 2007. Geraadpleegd op 23 juli 2007.
17. ↑  Van Helden, Al, The Galileo Project: Hydrostatic Balance. Rice University. Gearchiveerd op 5 september 2007. Geraadpleegd op 14 september 2007.
18. ↑  (de)  B. Krumbiegel, A. Amthor, Das Problema Bovinum des Archimedes, Historisch-literarische Abteilung der Zeitschrift Für Mathematik und Physik 25 (1880) 121-136, 153-171.
19. ↑  Calkins, Keith G, Archimedes’ Problema Bovinum. Andrews University. Gearchiveerd op 9 mei 2021.
20. ↑  (en)  English translation of The Sand Reckoner. Universiteit van Waterloo. Gearchiveerd op 11 augustus 2007. Geraadpleegd op 23 juli 2007.
21. ↑  Ivo Schneider, Archimedes, blz. 160, De belangrijkste bronnen voor de overleveringsgeschiedenis zijn Heiberg en Claggett (zie ook het artikel over Archimedes in de Dictionary of Scientific Biography)
22. ↑  In 1311 wordt codex B nog in een catalogus van de Vaticaanse bibliotheek vermeld; daarna ontbreekt elk spoor.
23. ↑  Codex A werd voor het laatst in 1544 gebruikt.
24. ↑  Ivo Schneider,  Archimedes, blz. 164
25. ↑  De expedentis et fugiendis rebus opus, Venetië, 1501
26. ↑  Dit is in Neurenberg in de stadsbibliotheek bewaard gebleven uit de nalatenschap van Regiomontanus. Astronomie in Neurenberg, Regiomontanus
27. ↑  Claggett, Archimedes, Dictionary of Scientific Biography
28. ↑  Heath, The works of Archimedes, Dover, blz. xxviii
29. ↑  Miller, Mary K., Reading Between the Lines, Smithsonian Magazine, maart 2007, zie hier. Gearchiveerd op 3 januari 2014.
30. ↑  "X-rays reveal Archimedes' secrets", BBC News, 2 augustus 2006. Gearchiveerd op 25 augustus 2007. Geraadpleegd op 23 juli 2007.

### Secundaire bronnen
- (en) Boyer, C.B.: A history of mathematics, New York, 1968, ISBN 0-471-54397-7
- (en) Clagett, Marshall, Archimedes in the Middle Ages, Madison, WI, University of Wisconsin Press, vol 5, 1964-1984
- Dijksterhuis, E.J.: Archimedes, 1938
- (en) Hasan, Heather, Archimedes: The Father of Mathematics, 2005, Rosen Central, ISBN 978-1-4042-0774-5
- Netz, R. en Noel, W: De Archimedes Codex, 2007
- (en) Pickover, Clifford A., Archimedes to Hawking: Laws of Science and the Great Minds Behind Them, 2008, Oxford University Press, ISBN 978-0-19-533611-5
- (en) Simms, Dennis L., Archimedes the Engineer, 1995, Continuum International Publishing Group Ltd, ISBN 0-7201-2284-8
- (en) Stein, Sherman, Archimedes: What Did He Do Besides Cry Eureka?, 1999, Mathematical Association of America, ISBN (en) 0-88385-718-9
- Struik, D.J., Geschiedenis van de wiskunde, SUA Amsterdam, 1977
- (en) Heath, T.L., Works of Archimedes, 1897, Dover Publications, ISBN 0-486-42084-1, complete werken van Archimedes in het Engels.

### De werken van Archimedesonline
- Teksten in het klassieke Grieks: PDF scans van de editie van Heiberg's van de werken van Archimedes, nu in het publieke domein
- The Works of Archimedes, in het Engels vertaald door T.L. Heath; aangevuld door The Method of Mechanical Theorems, vertaald door L.G. Robinson